# Pieter Rabus

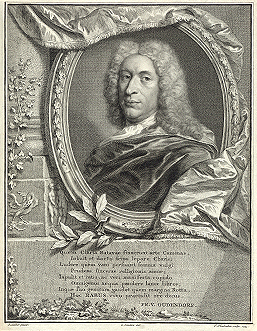
Portret van Pieter Rabus, 1743.

Pieter Rabus (Rotterdam, 12 december 1660 - aldaar, 13 januari 1702) was een Nederlands dichter en schrijver. Vanaf 1681 was hij ook werkzaam als praeceptor aan de eerste klas van de Latijnse school in Rotterdam. Rabus was daarnaast  notarisklerk en vanaf 1684  zelfstandig notaris. In hetzelfde jaar  huwt Rabus Elisabeth Ostens, dochter van een welvarend koopman, de lakenhandelaar Izaak Ostens. Zijn betekenis is echter vooral dat hij de oprichter was van het vanaf 1692 verschijnende eerste Nederlandstalige geleerdentijdschrift De boekzaal van Europe, de toenmalige vorm van een populair- wetenschappelijk tijdschrift. 

## Literair werk
Rabus maakte deel uit van een kring van jongeren, die zich in Rotterdam om de dichter en collegiant Joachim Oudaan had gevormd. In die kring had Rabus zich onder leiding van Oudaan bekwaamd in de oude talen.Pieter Rabus heeft een groot aantal gedichten geschreven. Deze paragraaf bevat een selectie daarvan.  
In 1678 publiceerde hij met zijn vriend David van Hoogstraten de bundel  Rym-oeffeningen  waarin  beiden ieder op hun  eigen wijze dezelfde onderwerpen behandelden. Binnen die kring rondom Oudaan  was er de verwachting dat de ook in Rotterdam wonende Joannes Antonides van der Goes een Paulinade, een epos over het leven van de apostel Paulus zou dichten. Die verwachtingen werden geen bewaarheid waarop Rabus zelf in 1681 De Kruis-Held, ofte Het leven van den apostel Paulus publiceerde. 
In 1682  jaar publiceerde Rabus een werk, dat hij opnieuw met David van Hoogstraten had ondernomen. Het waren hun beider Lijkdichten op de dood van de door hen beiden zeer bewonderde  Joost van den Vondel. 
In 1684 publiceerde hij een vertaling van de Colloquia van Desiderius Erasmus.
1688. Griekse, Latijnse en Neêrduitse Vermakelykheden der Taalkunde, Bestaande In verscheide Aanmerkingen over gewijde en ongewijde Stoffe 
1689. Verlost Britanje, door de komst van ..... koning Wilhelm, en koningin Maria. In Heldendicht geschetst door P. Rabus. Dit is een zeer omvangrijk gedicht van ruim 2000 versregels. 
1692.    Zegen- en Vloekdichten, uit Heilige Stoffe, Yder na den val der hartstochten op bijzondre maat berijmd .
Het oordeel over de kwaliteit van zijn gedichten van met name zijn jongste jaren was ook bij zijn eigen tijdgenoten niet best. Zelfs Oudaan vond dat Rabus zich met De Kruis-Held, ofte Het leven van den apostel Paulus schromelijk had overschat en vertild. In 1741 publiceerde zijn zoon Pieter Rabus jr. een selectie van zijn verzameld werk. De Kruis-Held, ofte Het leven van den apostel Paulus is daarin niet opgenomen en wordt daarin ook geen enkele keer genoemd. Pas zijn latere werk kreeg enige waardering.

## Het tijdschrift

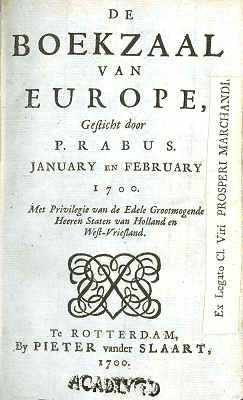
Titelblad van de aflevering januari en februari 1700

Er waren in de Republiek al Franstalige geleerdentijdschriften van Nederlandse oorsprong, zoals de  Nouvelles de la République des Lettres  dat ook in Rotterdam werd uitgegeven door Pierre Bayle en Henri Desbordes. De kern van een geleerdentijdschrift waren de boekbesprekingen. Het tijdschrift kon daarnaast geleerd nieuws bevatten, zoals relevante nieuwe ontdekkingen. 
Boekzaal van Europe werd vanaf 1692 in Rotterdam uitgegeven door Pieter van der Slaart.  Het verscheen tweemaandelijks en had meestal tussen de 150 à 200 bladzijden per aflevering. Het blad benoemde de belangrijkste doelgroep als  ‘platterts’: diegenen die het Latijn en het Frans niet of minder goed beheersen, maar die wel degelijk belangstelling hebben voor ‘een beknopte Bibliotheek van alle waardige boeken, in 't Christendom uitkomende’. Een tijdschrift gesteld ‘in onze ronde sprake’, waardoor ‘den boekoeffenaren ontnomen wierd de langwijlige moeijelijkheid van grote stapels boeken te doorlezen’. Alle afleveringen werden vrijwel geheel geschreven door Pieter Rabus. 
In 1700 ontstaat een conflict tussen uitgever van der Slaart en Rabus. Van der Slaart zet met  enkele anonieme auteurs Boekzaal voort, terwijl Rabus een tijdschrift opricht met de titel  Twee-Maandelijke Uittreksels. Hij zet dit tijdschrift voort tot zijn dood in 1702. Beide bladen wisselen daarna een aantal keren van uitgever en hebben onderlinge conflicten. Rond 1730 komen ze echter overeen dat beide bladen in hun ondertitel naar de term Boekzaal mogen verwijzen.   Maandelyke Uittreksels of Boekzaal der Geleerde Waerelt  is dan een voortzetting van het tijdschrift dat Rabus zelf na het conflict in 1700 oprichtte. Dit blad blijft tot 1863 bestaan. Het karakter van het blad is dan wezenlijk anders, omdat het  dan al ruim een eeuw ook gevuld wordt met kerkelijk nieuws. 